# Juin 2005 en Afrique

## Mercredi1erjuin
- Afrique de l’est : les chefs d’État du Kenya, de l’Ouganda et de Tanzanie se sont réunis à Dar es Salam (Tanzanie) afin d’élaborer un projet de constitution d’une fédération des pays de l’Afrique de l’Est.
- Rwanda : Publication du premier roman écrit par un Rwandais sur le génocide des Tutsi, Le Feu sous la soutane, Éditions L'Esprit Frappeur, de Benjamin Sehene.

## Jeudi2 juin
- Cen-Sad : le sommet de la Communauté des États sahélo-sahariens (Cen-Sad), a réuni 15 chefs d’États les 1er et 2 juin à Ouagadougou  (Burkina Faso). Ils ont décidé de créer une « haute autorité de l’eau, de l’agriculture et des semences » afin de permettre aux pays membres de développer leur agriculture par une meilleure maîtrise des ressources en eau et la sélection des semences. D’autre part, le sommet a décidé de mettre en étude la construction d’une ligne de chemin de fer reliant la Libye, le Tchad, le Niger, avec des bretelles vers le Burkina Faso, le Mali et le Sénégal, afin de faciliter les échanges et de désenclaver l’espace Cen-Sad. Deux nouveaux pays ont adhéré à la Cen-Sad, le Ghana et le Sierra Leone. Blaise Compaoré, président burkinabé, succède au présidant malien Amadou Toumani Touré comme président en exercice de la Cen-Sad.

- Côte d'Ivoire : des tueries ont eu lieu les 1er et 2 juin dans l’ouest du pays, dans la région de Duékoué faisant au moins 70 morts. Le gouvernement et les Forces nouvelles se rejettent la responsabilité de ces tueries qui risquent de remettre en cause le processus de désarmement actuellement en cours.

- Niger : une manifestation a réuni à Niamey plusieurs milliers de personnes pour demander la distribution gratuite de nourriture pour faire face à la famine qui menace le pays.

- République démocratique du Congo : 
  - Les casques bleus de la Monuc ont fait l’objet d’une attaque. Des hélicoptères ont été détruits. Un casque bleu népalais a été tué et trois autres blessés.
  - Deux employés, un logisticien français et son chauffeur congolais, de l’ONG française Médecins sans frontières (MSF) ont été enlevés en Ituri par un groupe de miliciens.

- Sao Tomé-et-Principe : Damiao Vaz d'Almeida, premier ministre, a donné sa démission.

- Tchad : Lol Mahamat Choua, chef du Rassemblement pour la démocratie et le progrès (RDP, opposition) appelle à l’abstention lors du référendum constitutionnel du 6 juin 2005.

## Vendredi3 juin
- COMESA : le 10e sommet des chefs d’états et de gouvernement du Marché commun de l’Afrique orientale et australe (COMESA) s’est achevé à Kigali (Rwanda) par l’adoption d’une résolution appelant à la création d’une union douanière en décembre 2008.

- Burundi : les élections communales se sont déroulées dans le pays. Ces élections ont été perturbées par des violences dans certaines régions. Une personne est décédée à la suite de l’explosion d’une grenade. Un casque bleu a été blessé par balle. Selon les premiers résultats publiés le samedi 4 juin, les Forces pour la défense de la démocratie (FDD) arrivent largement en tête.

- Zimbabwe : une « opération de nettoyage » des villes a pris fin selon la police après deux semaines d’intervention de la police contre les vendeurs ambulants et les « habitations de fortunes ». 22 000 personnes ont été interpellées et incarcérées. Amnesty International a condamné cette opération qui vise ceux qui ont soutenu l’opposition lors des dernières élections.

## Samedi4 juin
- Mauritanie : une base militaire situé à proximité des frontières avec l’Algérie et le Mali a été attaquée dans la nuit de samedi à dimanche par un mouvement armé. L’armée mauritanienne accuse le Groupe salafiste pour la prédication et le combat (GSPC) d’être responsable de cette attaque qui a fait 20 morts (15 militaires mauritaniens et 5 assaillants).

## Lundi6 juin
- Côte d’Ivoire : Laurent Gbagbo, président de la République, en visite officielle à Luanda (Angola)  a déclaré que « les affaires à l'ONU continuent d'être traitées comme si nous (pays africains) étions encore des colonies ».

- Éthiopie : environ 900 étudiants ont manifesté à Addis-Abeba pour protester contre les résultats provisoires des élections législatives du 15 mai donnant la victoire au parti au pouvoir. La police a bouclé les accès aux universités. Des heurts entre les étudiants et les forces de sécurité ont éclaté. La police a arrêté plusieurs centaines d’étudiants.

- Soudan : la Cour pénale internationale (CPI) a annoncé avoir ouvert une enquête sur les crimes commis au Darfour.

- Tchad : Référendum sur la révision de la constitution.

## Mardi7 juin
- Sao Tomé-et-Principe : Fradique de Menezes, président de la république, a nommé Maria do Carmo Silveira au poste de premier ministre.

## Mercredi8 juin
- Éthiopie : les manifestations d’étudiants se poursuivent à Addis-Abeba pour protester contre les résultats provisoires des élections du 15 mai. Des heurts entre étudiants et force de police ont entraîné la mort d’au moins 29 personnes et des centaines de blessés. Hailu Shawel, président de la Coalition pour l’unité et la démocratie (CUD, opposition)  est assigné à résidence depuis le mardi soir

- Mali : clôture à Bamako d’un symposium réunissant quinze anciens chefs d’États africains ayant quitté le pouvoir en respectant la démocratie : Nicéphore Soglo (Bénin), Ketumile Masire (Botswana), Antonio Mascarenhas Monteiro (Cap-Vert), Daouda Kaïraba Jawara (Gambie), Jerry Rawlings (Ghana), Amos Sawyer (Liberia), Albert Zafy (Madagascar), Alpha Oumar Konaré (Mali), Joaquim Chissano (Mozambique), Sam Nujoma (Namibie), Mahamane Ousmane (Niger) ; Yakubu Gowon (Nigeria), Manuel Pinto et Miguel Trovoada (Sao Tomé-et-Principe), Ali Hassan Mwinyi (Tanzanie). Dans une déclaration finale, dite « Déclaration de Bamako », ils s’engagent notamment à mettre leur expérience à la disposition de l'Afrique, afin d’encourager le dialogue et la résolution pacifique des conflits qui minent le continent.

- Togo : Edem Kodjo, président de la Convergence patriotique panafricaine (CPP, opposition modérée), a été nommé Premier ministre. il est chargé de constituer un gouvernement d’union nationale.

## Jeudi9 juin
- Mali : le ministère de la culture a annoncé que Tombouctou avait été choisi par l’Organisation islamique pour l'éducation, les sciences et la culture (Isesco) comme capitale de la culture islamique 2006 pour la zone Afrique.

## Vendredi10 juin
- ONU : Kofi Annan, secrétaire général des Nations unies a annoncé la nomination de d'Ibrahim A. Gambari, ancien ministre nigérian des Affaires étrangères au poste de sous-secrétaire général aux affaires politiques.

- Ouganda : la Cour constitutionnelle de l'Ouganda, considérant que l'application automatique de peines de mort et un délai de plus de 3 ans dans l'exécution des sentences de mort est contraire à la constitution, a rendu un arrêt commuant la peine de mort applicable aux 417 condamnés à la peine capitale du pays.

- Soudan : reprise officielle à Abuja (Nigeria) des négociations sur le Darfour sous l’égide de l’Union africaine avec des délégations du gouvernement soudanais et des deux principaux mouvements rebelles, le Mouvement pour la justice et l'égalité (JEM) et le Mouvement pour la libération du Soudan (SLM).

## Samedi11 juin
- Dette du tiers monde : les pays du G8 ont annoncé un effacement  de la dette de 18 pays très endettés (dont 14 pays africains): Bénin, Bolivie, Burkina Faso, Éthiopie, Ghana, Guyana, Honduras, Madagascar, Mali, Mauritanie, Mozambique, Nicaragua, Niger, Rwanda, Sénégal, Tanzanie, Ouganda et Zambie. Cette annulation porte sur les dettes envers du Fonds monétaire international, de la Banque mondiale et de la Banque africaine de développement, pour un montant de 40 milliards de dollars.

- République centrafricaine : François Bozizé, élu lors de l’élection présidentielle du 8 mai, a été investi président de la République.

- République démocratique du Congo : les deux employés de l’ONG française Médecins sans frontières enlevés le 2 juin en Ituri par un groupe de miliciens ont été libérés.

- Soudan : le gouvernement soudanais, opposé à la Cour pénale internationale pour juger les auteurs des violences au Darfour, a annoncé l’établissement d’un tribunal spécial pour juger  les crimes de violations des droits de l'homme au Darfour.

## Lundi13 juin
- République centrafricaine : Élie Doté a été nommé premier ministre par François Bozizé, président de la République. Il succède à Célestin Leroy Gaombalet qui avait démissionné le 11 juin après avoir été élu à la présidence de l’Assemblée nationale.

## Jeudi16 juin
- Droits de l'enfant : initiée par l’Union africaine, la journée de l’enfant africain a pour thème cette année « les orphelins, une responsabilité collective ». L’UNICEF estime que le nombre d’orphelins en Afrique est de 40 millions et devraient atteindre 50 millions en 2010. La moitié d’entre eux seraient des orphelins du sida.

## Vendredi17 juin
- Mali : le gouvernement malien a décidé d’exonérer de Taxe sur la valeur ajoutée (TVA) 500 000 tonnes de riz et 100 000 tonnes de maïs importés afin d’approvisionner les marchés et canaliser la flambée des prix des céréales consécutive à la mauvaise pluviométrie et à l'invasion acridienne. Le gouvernement va procéder également à la distribution gratuite de 8 500 tonnes de céréales dans les zones où la famine menace les populations.

- République démocratique du Congo : le parlement a adopté la prolongation de six mois de la transition politique mise en place en 2003 et qui devait prendre fin le 30 juin 2005 avec l’élection présidentielle. Cette prolongation, réclamée par la Commission électorale indépendante, en raison du retard pris pour l’enregistrement des électeurs. Le Parti lumumbiste unifié (palu, opposition) considère que cette prolongation viole la constitution. L’Union pour la démocratie et le progrès social (UDPS, opposition) dénonce également ce report et menace d’organiser un soulèvement populaire.

## Samedi18 juin
- Nigeria : les six employés de la société pétrolière Bilfinger Berger Gas and Oil Services Ltd (BandB) retenus en otage depuis mercredi ont été libérés. Les preneurs d’otage réclamaient la mise en œuvre d’un accord de développement local signé avec la compagnie Shell en 2002.

## Dimanche19 juin
- Dette : six chefs d’États africains (Olusegun Obasanjo, Nigeria et président en exercice de l'Union africaine (UA) ; Thabo Mbeki, Afrique du Sud ; John Kufuor, Ghana ; Abdelaziz Bouteflika, Algérie ; Paul Kagame, Rwanda et Ahmad Tejan Kabbah, Sierra Leone) ainsi que le Premier ministre du Mozambique, Luisa Diogo, réuni en sommet à Abuja (Nigeria) souhaitent que l’ensemble des pays africains puissent bénéficier de l’annulation de leur dette. Ils demandent également « au G8 et à la communauté internationale (...) de doubler l'aide au développement sur trois ans et de prévoir d'autres augmentations ensuite, pour s'assurer que l'Afrique puisse atteindre les Objectifs de développement du millénaire en 2015 ».

- Paix : l’assemblée générale constitutive de Rassemblement des jeunes pour la paix en Afrique (RJPA) a réuni à Bamako des jeunes venant du Burkina Faso, de la Côte d'Ivoire, du Mali, du Niger, de la République centrafricaine, du Sénégal, et du Tchad. L’objectif de ce nouveau mouvement est de promouvoir l'entente et la paix entre les peuples d'Afrique en luttant contre toutes les formes de discrimination, condition nécessaire pour un développement durable et la lutte contre la pauvreté. Vincent Koné (Côte d’Ivoire) a été élu président du RJPA.

- Guinée-Bissau : l’élection présidentielle s’est déroulée dans le calme, en présence de 250 observateurs internationaux dont ceux de l’Union européenne. La participation a été importante pour cette première élection présidentielle après le coup d’État de septembre 2003 ayant renversé l’ancien président Kumba Yala et qui doit mettre fin à la période de transition de 22 mois.

## Lundi20 juin
- Togo : le gouvernement d’ « union nationale » dirigé par le premier ministre Edem Kodjo a été rendu public. La majorité des ministres sont membres du parti présidentiel, le Rassemblement du peuple togolais (RPT). Plusieurs ministres sont membres des partis de l’opposition. Le principal parti de l’opposition radicale, l’Union des forces de changement, a refusé de participer à ce gouvernement, réclamant la mise en place d’un gouvernement transitoire avant l’organisation de nouvelles élections.

## Mardi21 juin
- CEDEAO : Ouverture à Bamako (Mali) de la réunion ministérielle de la Communauté économique des États de l'Afrique de l'Ouest (CEDEAO) sur la biotechnologie.

## Mercredi22 juin
- Afrique du Sud : Phumzile Mlambo-Ngcuka a été nommée vice-présidente.

- Sénégal : décès de Doudou Sow, chanteur et musicien sénégalais.

- Tchad : la Commission électorale nationale indépendante a rendu publics les résultats officiels du référendum constitutionnel du 6 juin 2005. Le taux de participation s’élève à 77,01 % et le oui l’emporte avec 77,20 %. La Coordination des partis politiques pour la défense de la Constitution (CPDC), regroupant l’opposition au président Idriss Déby Itno, conteste ces résultats et a appelé « à la résistance et à la désobéissance civique ». Une journée « villes mortes »   est prévue pour le lundi 27 juin.

## Jeudi23 juin
- Burundi : la Commission électorale nationale indépendante a publié les résultats définitifs des élections communales. Voir: Politique du Burundi.

## Vendredi24 juin
- République centrafricaine : Le Conseil de paix et sécurité de l'Union africaine a décidé le lever la sanction de suspension prise contre la République Centrafricaine en 2003 après le coup d’État contre l’ancien président Ange-Félix Patassé. Cette levée de sanction intervient après l’élection présidentielle du 8 mai remportée par François Bozizé.

- République démocratique du Congo : Selon un rapport de l’Union africaine rendu public par Alpha Oumar Konaré, président de la Commission, l’Union africaine estime qu’entre 30 000 et 45 000 hommes seront nécessaires pour désarmer les rebelles hutus rwandais opérant en République démocratique du Congo.

## Samedi25 juin
- Guinée-Bissau : la Commission nationale électorale a annoncé les résultats officiels et définitifs de l’élection présidentielle. Malam Bacai Sanhá, ancien président entre mai 1999 et janvier 2000 est arrivé en tête avec 35,45 % des voix devant le candidat indépendant et ancien chef d’État João Bernardo Vieira, (28,87 %) et l’ancien président Kumba Yala (25 %).

- Mali : un concert, organisé par le Commissariat à la sécurité alimentaire, rassemble à Bamako une dizaine d’artistes (Oumou Sangaré, Baba Salla, Yaye Kanouté, Aïra Arby, Abdoulaye Diabaté, Néba Solo, Adja Soumano, Sadio Nampé). Les recettes serviront à venir en aide aux populations touchées par la famine.

## Lundi27 juin
- Afrique du Sud : le Congrès des syndicats sud-africains a organisé une journée de grèves pour protester contre le chômage et la pauvreté.

## Jeudi30 juin
- République démocratique du Congo : l’Union pour la démocratie et le progrès social (UDPS, premier parti d’opposition) a appelé à des manifestations à Kinshasa le jour anniversaire de l’indépendance pour protester contre le report en décembre 2005 des élections initialement prévues ce jour et devant mettre un terme à la période de transition. Ces manifestations, rassemblant entre 1 000 et 3 000 personnes ont été réprimées violemment par les forces de l’ordre faisant un mort selon les autorités ou 11 morts selon l’opposition.

- Ouganda : référendum sur le rétablissement du multipartisme.